# Dracontomelon
Dracontomelon ist eine Pflanzengattung innerhalb der Familie der Sumachgewächse (Anacardiaceae).

## Beschreibung

### Vegetative Merkmale
Dracontomelon-Arten sind immergrüne große Bäume, die Wuchshöhen von 20 bis über 50 Meter erreichen. Sie sind teils durch Brettwurzeln gestützt.
Die wechselständig angeordneten Laubblätter sind in einen kurzen Blattstiel und eine Blattspreite gegliedert. Die Blattspreiten sind unpaarig gefiedert. Die ganzrandigen Blättchen sitzen mehr oder weniger gegenständig oder wechselständig an der Rhachis.

### Generative Merkmale
Es werden achsel- bis endständige rispige Blütenstände ausgebildet. Die fünfzähligen und zwittrigen Blüten sind weiß, grünlich oder gelb. Es sind zehn Staubblätter vorhanden. Es ist ein fünfkammeriger, oberständiger Fruchtknoten mit fünf Griffeln oder fünf einzelne, teils verwachsene oder eng anliegende Stempel mit jeweils einem Griffel vorhanden. Es kann ein Diskus vorhanden sein.
Die Steinfrüchte sind kugelig oder eiförmig bis ellipsoid. Das Exokarp (äußere Epidermis) ist orangefarben oder braun bis schwarz. Das Mesokarp fleischig. Das Endokarp (innere Epidermis) holzig mit fünf apikalen Keimdeckeln (Operculum). Der rundliche bis ellipsoide und mehr oder weniger skulptierte, grubige Steinkern enthält einen bis zwei oder mehr Samen.

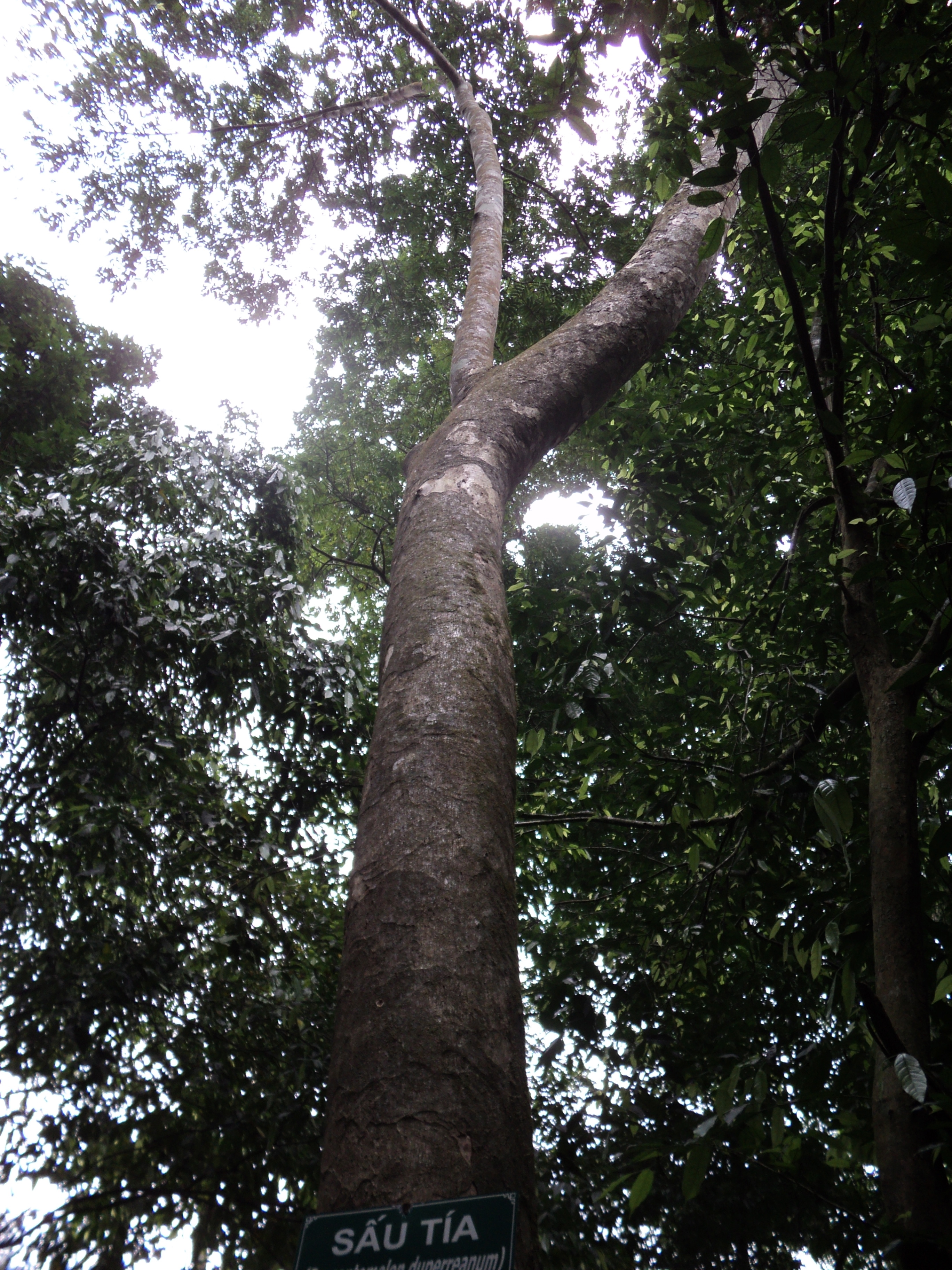
Dracontomelon duperreanum

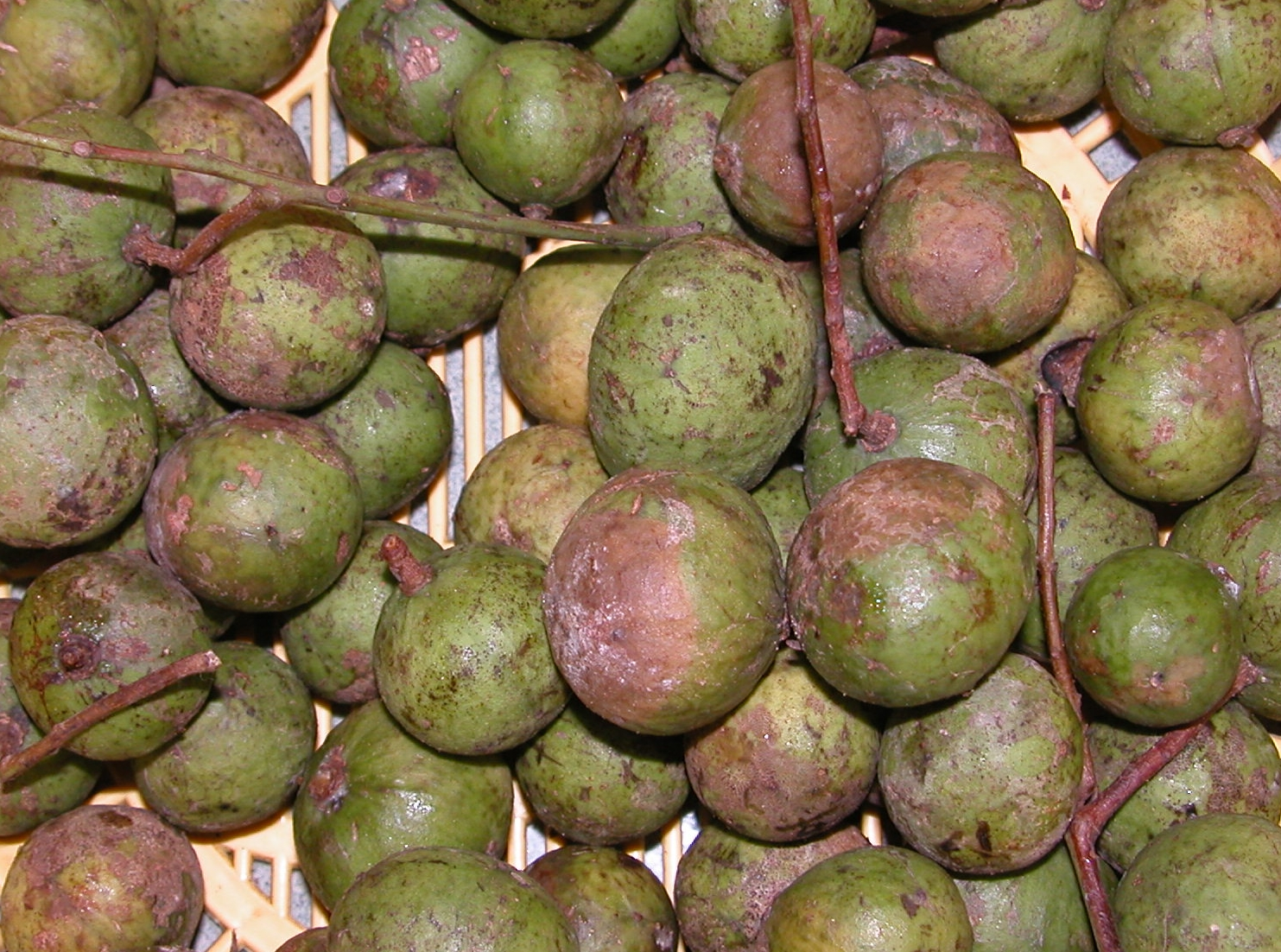
Früchte von Dracontomelon duperreanum

## Systematik und Verbreitung
Die Gattung Dracontomelon wurde 1850 durch Carl Ludwig von Blume in Museum Botanicum Lugduno-Batavum, Band 1, Teil 15, Seite 231, Tafel 42 aufgestellt. Der Name Dracontomelon ist konserviert (nom. cons., Nomen conservandum).
Die Gattung Dracontomelon ist von Indien bis Myanmar, in Indochina, dem tropischen China, Malesien und auf Fidschi verbreitet.
Es gibt etwa neun Arten:
- Dracontomelon costatum Blume: Sumatra und Borneo.
- Dracontomelon dao (Blanco) Merr. & Rolfe: Sie kommt im östlichen Indien, in Myanmar, Thailand, Kambodscha, Malaysia, Indonesien, auf den Philippinen, in Papua-Neuguinea und auf den Salomonen vor.[4]
- Dracontomelon duperreanum Pierre (syn. Dracontomelon sinense Stapf): Sie kommt ursprünglich in Vietnam[4] und in Guangdong, Guangxi und im südöstlichen Yunnan vor.[5]
- Dracontomelon laoticum Evrard & Tardieu: Laos und Vietnam.
- Dracontomelon lenticulatum H.P.Wilk.: Neuguinea.
- Dracontomelon macrocarpum H.L.Li: Sie kommt im südlichen Yunnan vor.[5]
- Dracontomelon petelotii Tardieu: Nördliches Vietnam.
- Dracontomelon schmidii Tardieu: Nördliches Vietnam.
- Dracontomelon vitiense Engl.: Fidschi, Samoa, Salomonen, Tonga, Vanuatu.

## Nutzung
Die Früchte sind essbar. Einige Arten liefern ein ansprechend gefärbtes, wertvolles Holz.